# Пляшевська сільська рада
Пляшевсьќа сільська́ ра́да — орган місцевого самоврядування в Радивилівському районі Рівненської області. Адміністративний центр — село Пляшева.

## Загальні відомості
- Пляшевська сільська рада утворена в 1940 році.
- Територія ради: 37,907 км²
- Населення ради: 1 481 особа (станом на 2001 рік)

## Розташування
Територія, яка підпорядковується Пляшевській сільській раді, межує з Рідківською, Теслугівська сільськими радами Радивилівського району та Горохівським районом Волинської області.

## Історія
Рівненська обласна рада рішенням від 29 травня 2009 року у Радивилівському районі уточнила назву Пляшівської сільради на Пляшевську.

## Населені пункти
Сільській раді підпорядковані населені пункти:
- с. Пляшева
- с. Острів
- с. Солонів

## Склад ради
Рада складається з 16 депутатів та голови.
- Голова ради: Хміль Тетяна